# Scott Greiner
Pour les articles homonymes, voir Greiner.
Scott Greiner est un ingénieur du son américain.

## Biographie
Scott Greiner a travaillé avec Steve Albini et The Melvins, ainsi qu'avec les producteurs de Tracy Chapman, AC/DC, Mariah Carey... et plus récemment avec Daisybox et Matmatah.